# Vrané nad Vltavou (nádraží)
Vrané nad Vltavou je železniční stanice ve stejnojmenné obci. Nachází se na železniční trati Prahy – Vrané nad Vltavou – Čerčany/Dobříš, zvané též Posázavský pacifik, a leží v kilometru 34 dobříšské kilometráže. Sousedními dopravnami jsou stanice Praha-Zbraslav a odbočka Skochovice. V odbočce Skochovice se trať od Prahy dělí na dvě větve:
1. pokračuje podél Vltavy a Sázavy přes Davli a Jílové u Prahy do Čerčan,
2. překračuje ve Skochovicích po železném mostě Vltavu a stoupá Bojovským údolím do Čisovic a dále do Mníšku pod Brdy a Dobříše.

Stanice Vrané nad Vltavou je proto de facto odbočnou stanicí a tudíž jedním z nejvýznamnějších nádraží na trati.

## Popis stanice

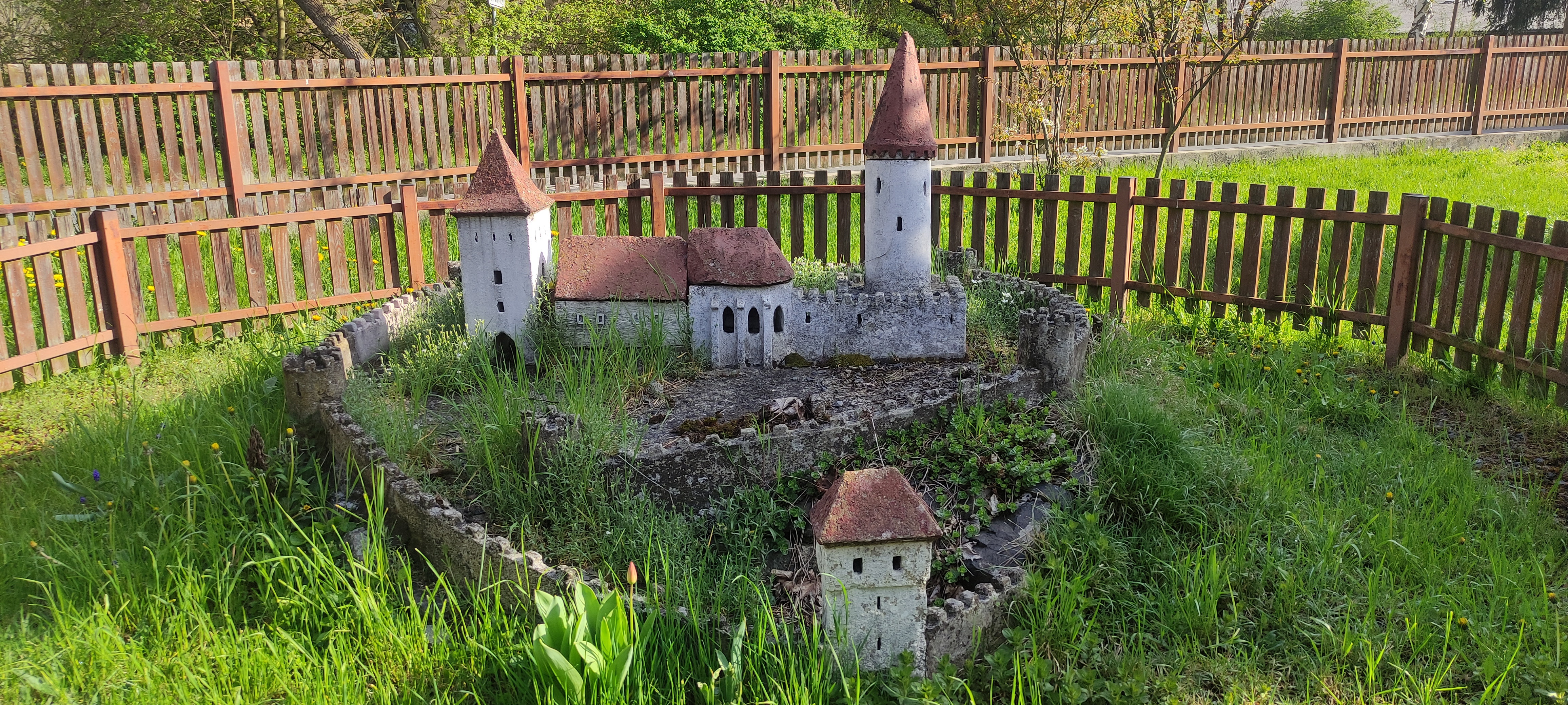
Oplocený zmenšený model hradu Křivoklát v parku vedle výpravní budovy na nádraží Vrané nad Vltavou.

Stanice se nachází na pravém, jesepním břehu Vltavy ve stejnojmenné obci Vrané nad Vltavou. Hlavní budovou stanice je typizovaná výpravní budova typu 16/H, umístěná ve směru jízdy od Prahy napravo, vystavěná se zahájením provozu na trati roku 1897. Vedle výpravní budovy stojí budova nádražního hostince a dřevěné skladiště. Na obou zhlavích se nacházela stanoviště výhybkářů. V parčíku vedle výpravní budovy je postaven malý model hradu Křivoklát. V roce 2006 byla budova stanice opravena a opatřena žlutým nátěrem.

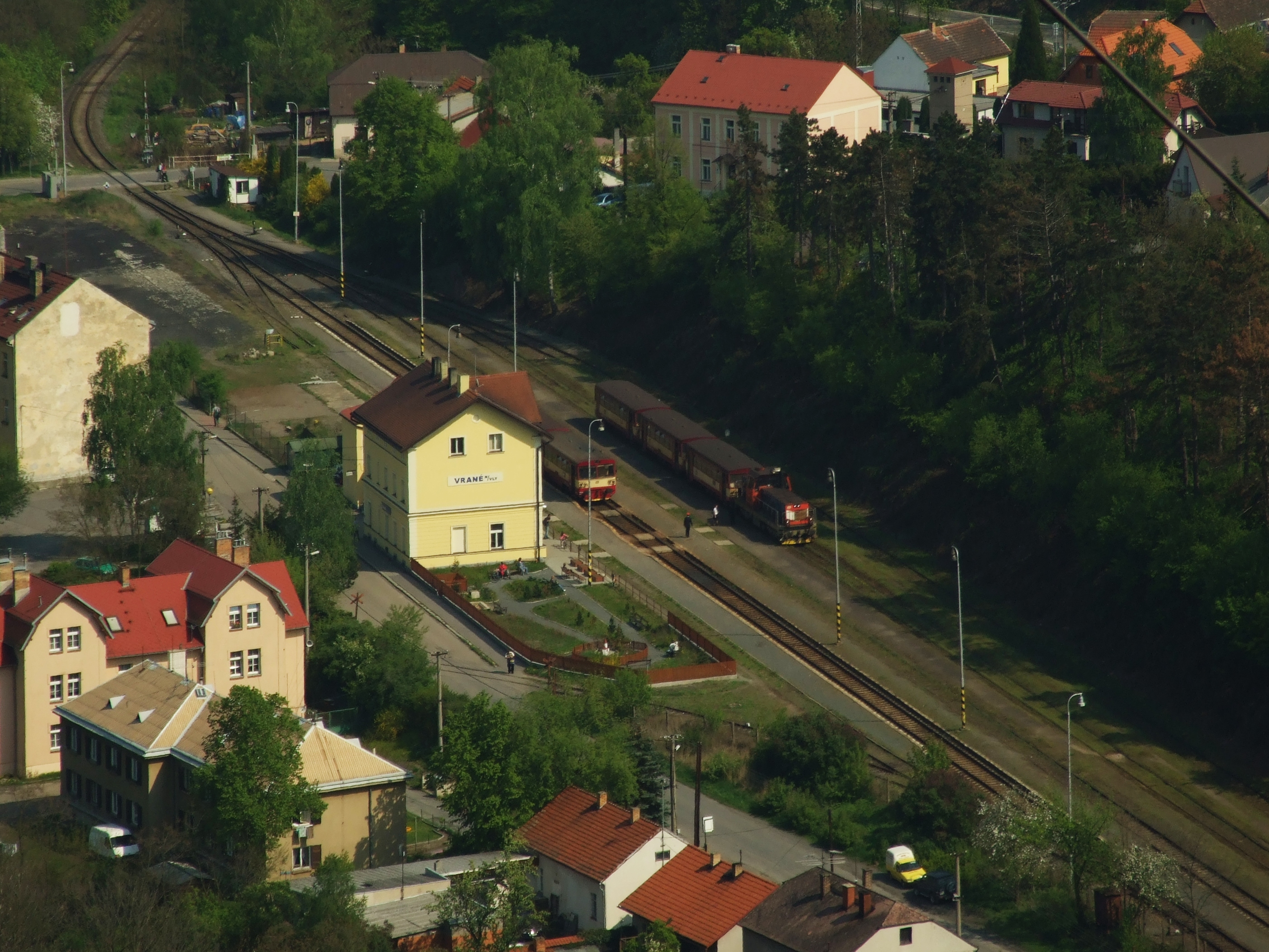
Dva osobní vlaky křižují ve stanici Vrané nad Vltavou. Pohled na celkové uspořádání stanice ve směru do Prahy.

Kolejiště sestává z jedné manipulační koleje, přímo před výpravní budovou. Z této koleje též vychází dnes již nepoužívaná vlečka do bývalých papíren Vrané. 2., 3., 4. a 5. kolej z pohledu cestujících jsou koleje dopravní; hlavní kolej, služebně první, je z pohledu cestujících druhá.
Do rekonstrukce stanice provedené v prosinci roku 2012 byla stanice obsazena výpravčím a dvěma výhybkáři; výhybky byly přestavovány a uzamykány ručně. Stanice byla vybavena dvěma jednoramennými vjezdovými mechanickými návěstidly s předvěstmi, návěstidla byla obsluhována ze stavěcího kozlíku v dopravní kanceláři. Odjezdová návěstidla nebyla zřízena, odjezd dovoloval výpravčí výpravkou – návěstí Odjezd.
Odbočka Skochovice byla obsazena signalistou a vybavena elektromechanickým zabezpečovacím zařízením z 30. let, jehož řídicí přístroj byl umístěn v dopravní kanceláři stanice Vrané nad Vltavou, závislý přístroj v budově odbočky Skochovice. Prostřednictvím tohoto elektromechanického zařízení řídil výpravčí ve Vraném nad Vltavou dopravu na odboče Skochovice.
Při rekonstrukci stanice provedené v prosinci roku 2012 bylo vybudováno reléové zabezpečovací zařízení typu dispečerské reléové stavědlo (RZZ–DRS) s jednotným obslužným pracovištěm (JOP), mechanická vjezdová návěstdla a jejich předvěsti byly nahrazena světelnými, byla zřízena světelná odjezdová návěstidla. Výhybky jsou přestavovány elektromotoricky. Stanice je obsazena výpravčím, ten pomocí jednotného obslužného pracoviště dálkově ovládá také železniční stanici Praha-Zbraslav a odbočku Skochovice. Při rekonstrukci byla též zkrácena manipulační kolej a zrušena byla býv. dopravní kolej č. 4. Přilehlé traťové úseky jsou zabezpečeny traťovým zabezpečovacím zařízením typu automatické hradlo. 
Kromě využití stanice jako nástupního místa pro cesty vranských obyvatel do Prahy je zejména o víkendu velice výrazné též využití turistické – okolí Vraného je častým cílem výletů, Vraným prochází červená (č. 0001) a žlutá (č. 6071) turistická trasa KČT i cyklotrasa. Cestování na výlety vlakem do Vraného a dále do Posázaví má dlouhou tradici a je stále velice oblíbené.
Z dopravního hlediska je stanice Vrané nad Vltavou významná pro křižování vlaků na jednokolejné trati 210.

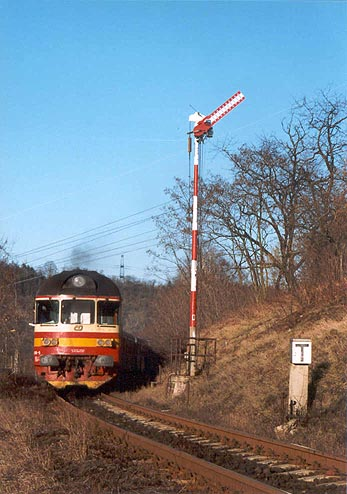
Vjezdové návěstidlo stanice Vrané nad Vltavou ve směru od Davle v poloze „volno“.
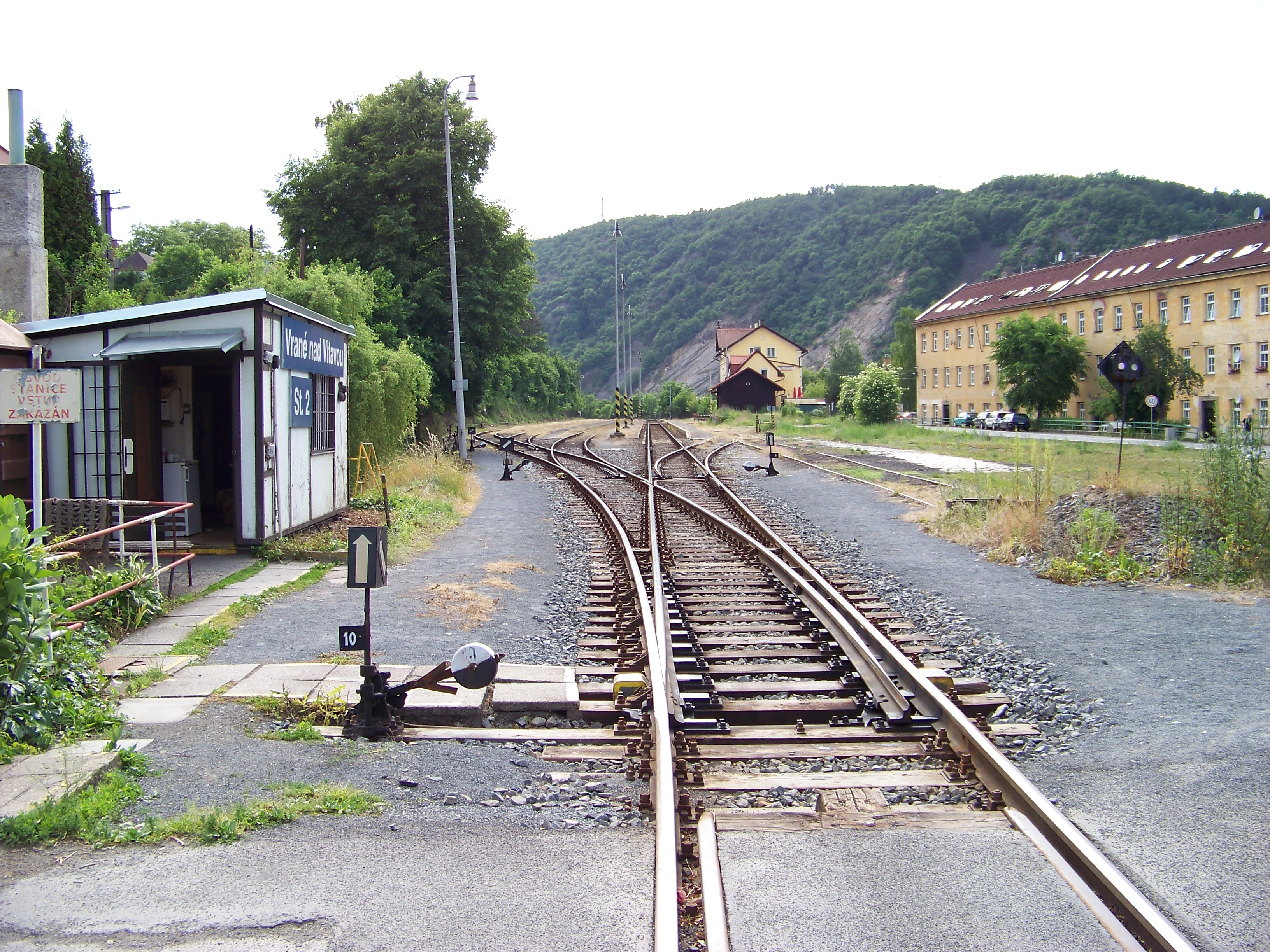
Pohled na zhlaví a kolejště stanice ve směru od Prahy. Vlevo se nachází stanoviště výhybkářů č. II.
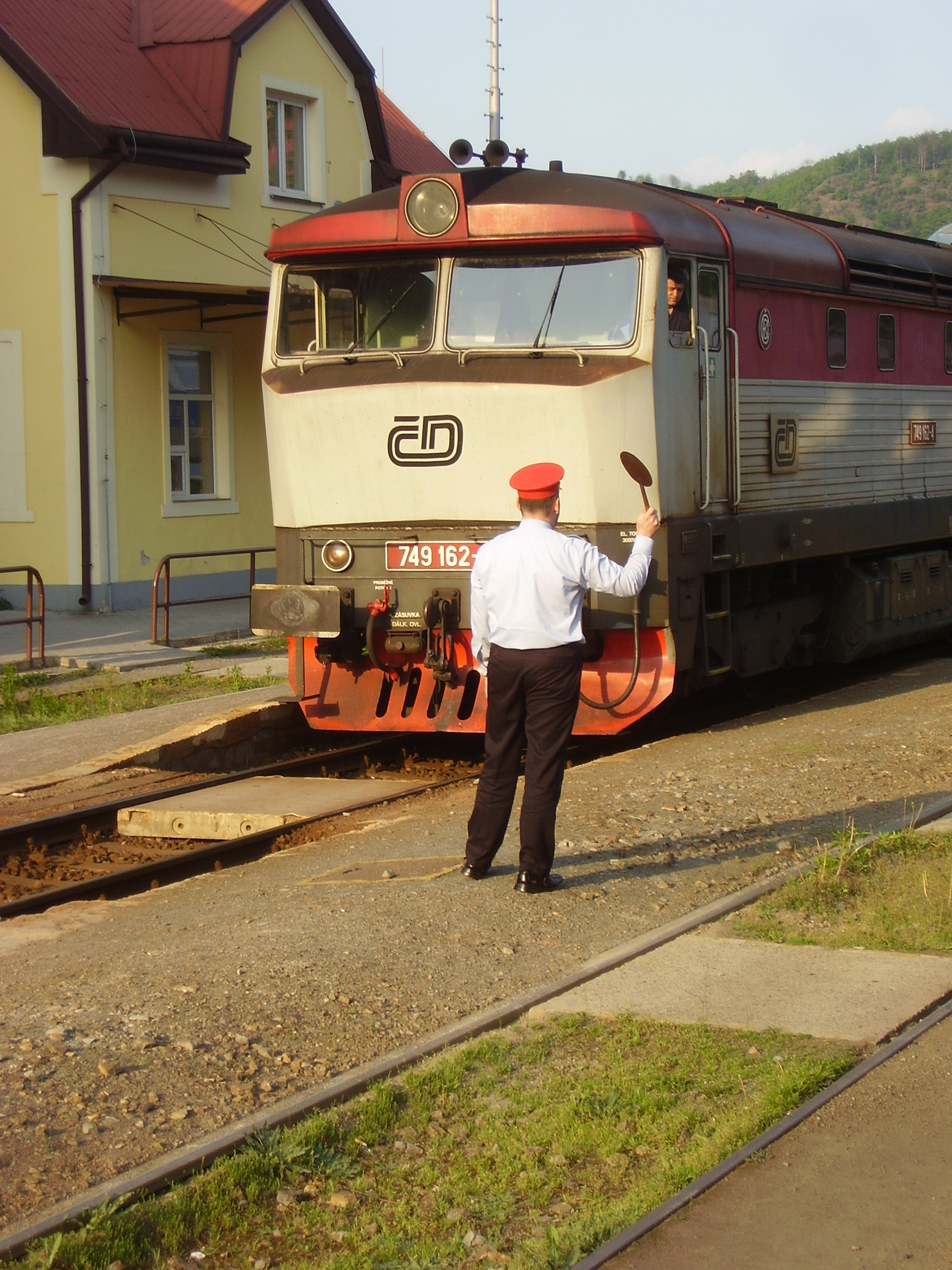
Výpravčí dává rozkaz k odjezdu osobnímu vlaku do Čerčan vedenému lokomotivou řady 749.
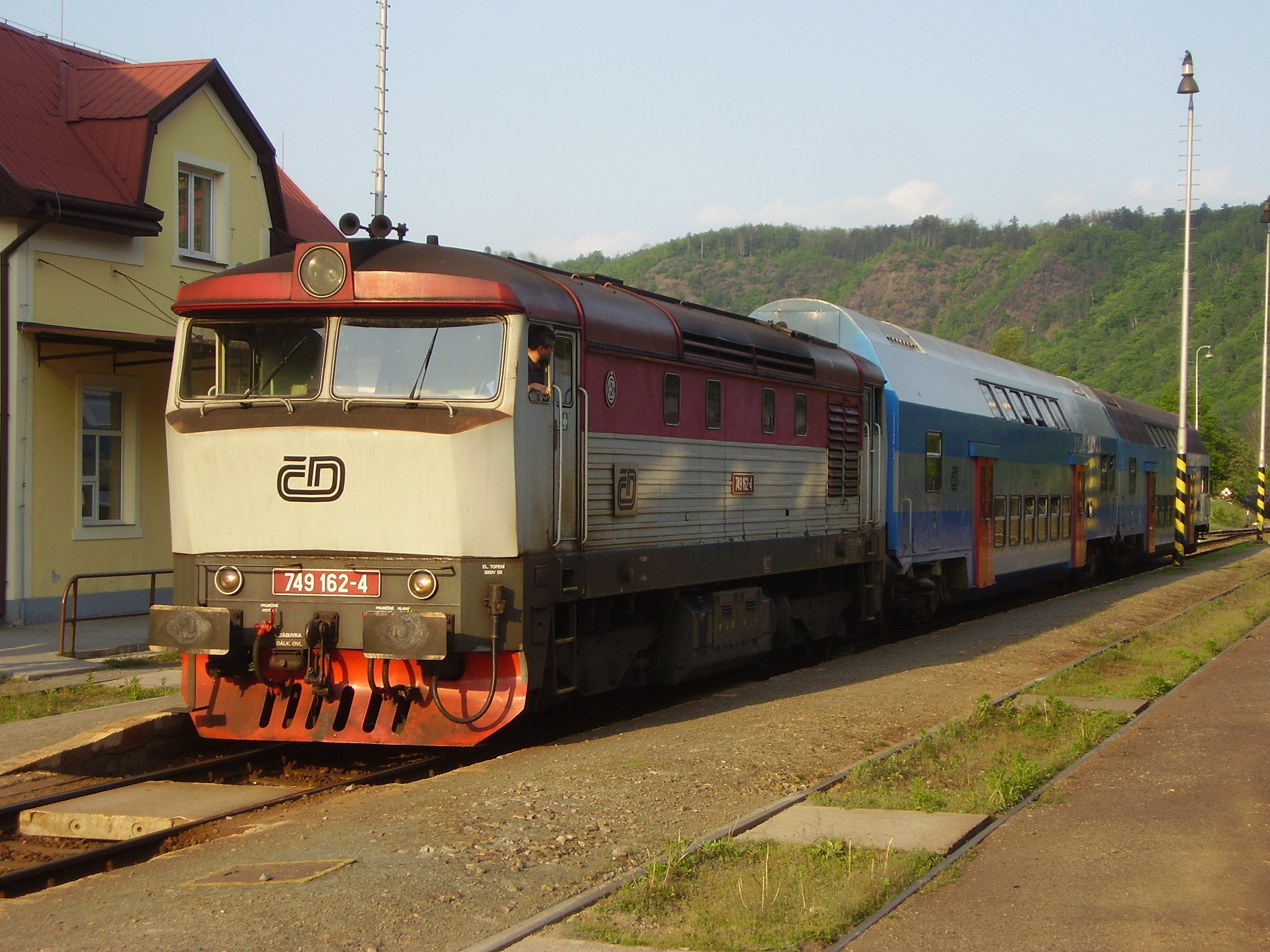
Osobní vlak do Čerčan ve stanici.